# Tanvald
Tanvald (německy Tannwald, v překladu „jedlový les“) je město v okrese Jablonec nad Nisou v Libereckém kraji. Včetně částí Šumburk nad Desnou a Žďár žije přibližně 6 000 obyvatel.
Město sousedí na severu s Desnou (k. ú. Desná I a Desná II; železniční stanice Desná je na území Tanvaldu) a s obcí Albrechtice v Jizerských horách, na severozápadě přes řeku Kamenici s obcí Jiřetín pod Bukovou, na jihozápadě přes Kamenici s městem Smržovka, na jihu s městem Velké Hamry (k. ú. Velké Hamry a Bohdalovice) a na východě s katastrálním územím Příchovice (obec Kořenov).

## Historie
První písemná zmínka o dřevařské osadě na levém břehu Kamenice pochází z druhé poloviny 16. století, kdy pravděpodobně byla součástí Smržovky. Samostatnou vsí se stal začátkem 17. století.
Zpočátku se obyvatelstvo živilo poddanskou lesnickou a zemědělskou prací. Začátkem 18. století se zde začal pěstovat len a vyrábět příze, v polovině 18. století se v Tanvaldě uchytilo i tkalcovství. Osídlena byla tehdy oblast dnešního Horního Tanvaldu. Počátkem 19. století byly v Tanvaldě i dva mlýny, dvě brusírny skla a dvě bělidla prádla. V roce 1828 ke zdejšímu textilnímu průmyslu přibyla strojová přádelna bavlny, poháněná vodním kolem. Opravárenská dílna přádelny se stala základnou místní strojírenské výroby. V roce 1845 zahájila provoz první tanvaldská mechanická tkalcovna. V rámci konjunktury po prusko-rakouské válce (1866) došlo k dalšímu rozvoji textilní, sklářské a strojírenské výroby, ke snižování pracovní doby z patnácti na dvanáct hodin a snižování podílu dětských dělníků. Hospodářská krize roku 1870 vyvolala vlnu nezaměstnanosti a stávek, z nichž nejznámější byla svárovská stávka (Svárov tehdy patřil k Šumburku). Zchudnutí oblasti bylo způsobeno nedostatkem bavlny za první světové války a protržením přehrady na Bílé Desné roku 1916. Roku 1918 byla uzákoněna osmihodinová pracovní doba. Vysokou nezaměstnanost a zastavení výroby v některých továrnách způsobila světová hospodářská krize v letech 1929–1933.
V roce 1869 měl Tanvald i s osadou Žďár asi 2400 obyvatel, počátkem 20. století asi 3500 obyvatel, převážně Němců. V letech 1848–1928 byl Tanvald samosprávným okresem, od roku 1848 soudním okresem. V dubnu 1895 byl Tanvald povýšen na městys a v roce 1905 na město. Od roku 1897 měla hlavní ulice Tanvaldu a Šumburku elektrické veřejné osvětlení. Od roku 1908 byla v Krkonošské ulici budova okresního soudu s věznicí a roku 1909 byla dokončena secesní budova radnice. Z roku 1930 pochází městské koupaliště a z roku 1931 městské kino. Roku 1942 byl nařízením německých říšských úřadů Šumburk připojen k Tanvaldu a zároveň byl od Šumburku odtržen Svárov a připojen k Velkým Hamrům.
Mezi převážně německým obyvatelstvem Tanvaldu získala ve 30. letech vliv Sudetoněmecká strana, v rámci Sudet byl Tanvald roku 1938 připojen k Německu a bylo zrušeno české vyučování. Místní textilní firmy vyráběly výstroj pro německou armádu a od roku 1942 zde byl pracovní tábor pro nuceně nasazené Rusy, Poláky, Francouze, Italy a další cizince.
Po roce 1945 byla většina původního obyvatelstva vysídlena a domy obydleli Češi z vnitrozemí. Znárodněním zde vznikla textilní firma SEBA, strojírenská firma TOTEX a elektrotechnická firma Elektro-Praga.
V Tanvaldu bylo 23. března 1948 novinářům předvedeno techniky Československého rozhlasu a Vojenského technického ústavu, kteří navázali na pokusy německých výzkumníků z továrny Palme-Stumpe, první československé televizní vysílání. Uskutečnilo se do protější restaurace U Müllerů koaxiálním kabelem. Další vývoj pak převzal podnik Tesla a další výzkumné ústavy. Ve znárodněných Riedlových sklárnách se vyráběly první československé televizní obrazovky.
V šedesátých až osmdesátých letech 20. století vzniklo panelové sídliště Výšina a v osmdesátých letech panelové sídliště Šumburk (144 bytů).
Po roce 1989 byla průmyslová výroba privatizována a utlumena, na významu nabývá turistický ruch. Na Špičáku ve směru od Albrechtic a Jiřetína pod Bukovou (na jehož území je železniční zastávka Tanvaldský Špičák) je lyžařské středisko se sedačkovou lanovkou a několika lyžařskými vleky. Jeden lyžařský vlek je také nad Českým Šumburkem.

## Obyvatelstvo
| Rok            | 1869  | 1880  | 1890  | 1900  | 1910  | 1921  | 1930  | 1950  | 1961  | 1970  | 1980  | 1991  | 2001  | 2011  | 2021  |
| -------------- | ----- | ----- | ----- | ----- | ----- | ----- | ----- | ----- | ----- | ----- | ----- | ----- | ----- | ----- | ----- |
| Počet obyvatel | 1 912 | 2 250 | 2 502 | 2 887 | 3 582 | 2 980 | 3 500 | 2 678 | 2 376 | 2 578 | 5 721 | 5 483 | 4 963 | 4 963 | 3 982 |
| Počet domů     | 224   | 225   | 278   | 322   | 356   | 374   | 449   | 478   | 940   | 431   | 389   | 424   | 430   | 443   | 443   |

## Části města
- Tanvald (pravý břeh Desné a levý břeh Kamenice před jejich soutokem), zahrnuje při Kamenici sídelní lokality Horní Tanvald a Výšina, kopec Špičák a severozápadně od něj sídelní lokalitu Valašsko
- Žďár (v severní části katastrálního území Tanvald, k Tanvaldu připojen 1848)
- Šumburk nad Desnou (východní část města, levý břeh Desné, k Tanvaldu připojen 1942), zahrnuje sídelní lokality Český Šumburk, Kamenné Mlýny, Popelnice)

## Doprava

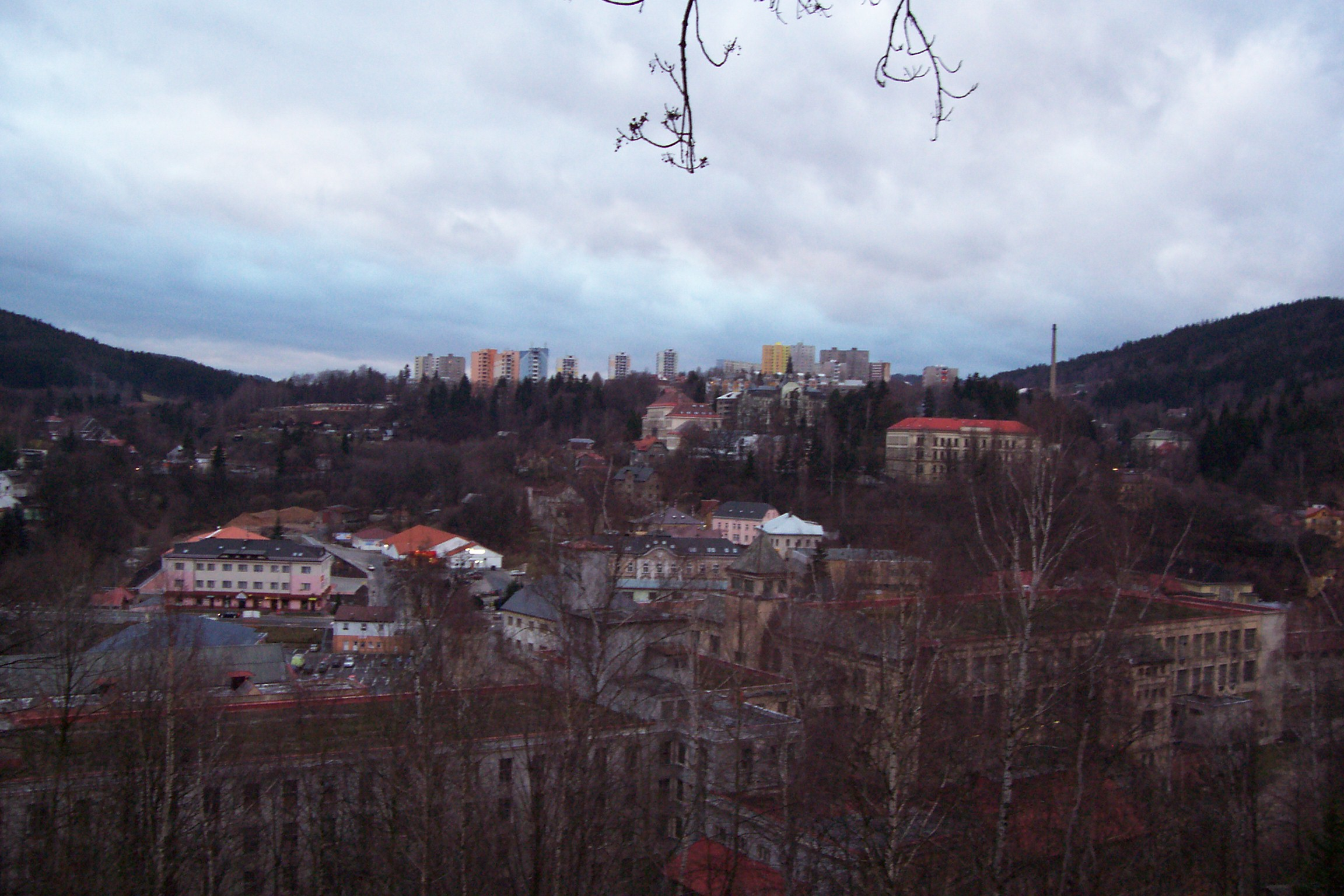
Celkový pohled na město

V letech 1847–1850 byla přes Tanvald vybudována státní silnice Liberec–Trutnov (silnice I/14). Silnice I/10 (po níž je v tomto úseku vedena mezinárodní silnice E65) vede do Tanvaldu od Turnova a Železného Brodu a pokračuje v souběhu se silnicí I/14 směrem na Harrachov. Ve městě zastavují regionální i dálkové autobusové linky, jedna nepříliš frekventovaná okružní linka plní roli městské dopravy. Autobusové nádraží (Tanvald Centrum) se nachází u křižovatky v dolní části Tanvaldu, některé spoje jezdily přes Šumburk k vlakovému nádraží Tanvald. Což se ale změnilo v roce 2012, kdy město nechalo vybudovat Terminál u železniční stanice za 2 126 588,00 Kč. Teď tam jezdí 90% spojů a navazují i na vlakové spoje Liberec – Harrachov a Tanvald – Železný Brod – Turnov – Praha.
V roce 1875 byla do Šumburku přivedena železniční trať z Železného Brodu a v roce 1894 trať od Liberce a Jablonce nad Nisou. V létě 1902 byl zahájen provoz na ozubnicové železniční trati z Šumburku do Kořenova a ještě téhož roku až do Hirschbergu (dnes Jelení Hora v Polsku). V letech 1945–2010 byl provoz přes hranice dlouhodobě přerušen.
V současnosti[kdy?] má Tanvald spojení rychlíky společnosti ARRIVA vlaky s Turnovem a Prahou a četnými osobními vlaky s Jabloncem a Libercem, dále se Železným Brodem a s Kořenovem/Harrachovem, odkud lze několikrát denně pokračovat do polské Szklarské Poręby. Dopravu na této trati zajišťují České dráhy.

## Pamětihodnosti
- Tanvaldská ozubnicová dráha
- Pomník dělnických manifestací na vrchu Špičák
- Kaplička svaté Anny
- Působiště Josefa Hartiga

## Osobnosti
- Rudolf Anděl  (1924–2018),  historik a pedagog, narozen v místní části Tanvaldu
- Otto Josef von Berndt (1865–1957), polní podmaršálek a důstojník c. k. jezdectva
- Helmut Borufka (1918–2003), generál Lidové armády NDR (Nationale Volksarmee)
- Wilhelm Dreßler (* 1893), politik za NSDAP
- Josef „Joe“ Kuna – zakladatel Turistického oddílu mládeže (TOM) v Tanvaldě s více než 50letou tradicí, držitel ocenění Stříbrný hořec
- Arnold Hartig (1878–1972), sochař a medailér
- Adalbert Hartmann (1895–1949), Jurist und Politiker
- František Nechvátal (1905–1983), básník a překladatel (zemřel v Tanvaldě)
- Josef Pavlata (1949), politik
- Krystyna Rataj Černá (1941–2016), řezbářka, výtvarnice, malířka, spisovatelka
- Egon Schwarz (1907–1980), právník a politik
- Rudolf Staffen (1898–1965), inženýr a chemik
- Hana Šebková (1952 v Tanvaldu – 2004 v Praze), romistka, přeložila do romštiny básně, mimo jiné od J. W. von Goetha, Suchého nebo Karla Hynka Máchy, ve městech a osadách sbírala romský folklór, přítelkyně a spolupracovnice Mileny Hübschmannové

## Partnerská města
- Burbach, Německo
- Lubomierz, Polsko
- Marcinowice, Polsko
- Wittichenau, Německo